# Павловский, Павел Евгениевич
Па́вел Евге́ниевич Павло́вский родился в 1969 году в Ленинграде.
Окончил c отличием Ленинградский государственный университет. В 1999 году получил степень MBA в бизнес-школе INSEAD (Франция).
В 1995-1998 гг. г-н Павловский работал в компании A. T. Kearney, в 1999-2001 в лондонском офисе компании Mercer Management Consulting.
В 2003 г. начал работу в ОАО МТС в департаменте корпоративного развития, где занимался внедрением новой организационной структуры МТС, в том числе отвечал за создание макрорегиональной структуры компании.
Впоследствии возглавил группу, отвечающую за запуск регионов и ребрендинг дочерних компаний в России.
C 2005 года — директор департамента по управлению зарубежными дочерними предприятиями МТС, член Наблюдательного совета UMC.
Летом 2006 года назначен ВРИО вице-президента по работе с зарубежными компаниями МТС, с января 2007 года — вице-президентом, директором бизнес-единицы «МТС-Зарубежные дочерние компании».
С 30 марта 2007 года генеральный директор ЗАО «Украинская Мобильная Связь».
В 2008-2010 гг. г-н Павловский являлся генеральным директором компании Ситроникс Телеком Солюшнс (в настоящее время подразделение МТС) и вице-президентом ОАО Ситроникс. 
С 2011 стал исполнительным директором международной группы Транзас - лидера на рынке систем навигации, морских и авиационных тренажеров. с 2011 г. компания открыла направление беспилотных летательных аппаратов. 